# تبة رش (مياندوآب)
تبة رش هي قرية في مقاطعة مياندوآب، إيران. عدد سكان هذه القرية هو 644 في سنة 2006.